# Episodi di How I Met Your Mother (quinta stagione)
La quinta stagione della sitcom How I Met Your Mother è stata trasmessa in prima visione assoluta negli Stati Uniti d'America da CBS dal 21 settembre 2009 al 24 maggio 2010.
In Italia la stagione è stata trasmessa in prima visione dal canale pay Joi, della piattaforma Mediaset Premium, dal 20 luglio al 20 agosto 2010; in chiaro è stata invece trasmessa da Italia 1 dal 1º giugno 2011.
| nº | Titolo originale                   | Titolo italiano            | Prima TV USA      | Prima TV Italia |
| -- | ---------------------------------- | -------------------------- | ----------------- | --------------- |
| 1  | Definitions                        | Il discorso                | 21 settembre 2009 | 20 luglio 2010  |
| 2  | Double Date                        | Doppio appuntamento        | 28 settembre 2009 | 21 luglio 2010  |
| 3  | Robin 101                          | Il corso serale            | 5 ottobre 2009    | 22 luglio 2010  |
| 4  | The Sexless Innkeeper              | Gioie da single            | 12 ottobre 2009   | 23 luglio 2010  |
| 5  | Duel Citizenship                   | La doppia cittadinanza     | 19 ottobre 2009   | 26 luglio 2010  |
| 6  | Bagpipes                           | La cornamusa               | 2 novembre 2009   | 27 luglio 2010  |
| 7  | The Rough Patch                    | L'ultima missione          | 9 novembre 2009   | 28 luglio 2010  |
| 8  | The Playbook                       | Strategie di rimorchio     | 16 novembre 2009  | 29 luglio 2010  |
| 9  | Slapsgiving 2: Revenge of the Slap | La vendetta della sberla   | 23 novembre 2009  | 30 luglio 2010  |
| 10 | The Window                         | La finestra                | 7 dicembre 2009   | 2 agosto 2010   |
| 11 | Last Cigarette Ever                | L'ultima sigaretta         | 14 dicembre 2009  | 3 agosto 2010   |
| 12 | Girls Versus Suits                 | Lei odia giacca e cravatta | 11 gennaio 2010   | 4 agosto 2010   |
| 13 | Jenkins                            | Gelosia                    | 18 gennaio 2010   | 5 agosto 2010   |
| 14 | Perfect Week                       | La settimana perfetta      | 1º febbraio 2010  | 6 agosto 2010   |
| 15 | Rabbit or Duck                     | Coniglio o anatra          | 8 febbraio 2010   | 9 agosto 2010   |
| 16 | Hooked                             | Come un pesce all'amo      | 1º marzo 2010     | 10 agosto 2010  |
| 17 | Of Course                          | La superserata             | 8 marzo 2010      | 11 agosto 2010  |
| 18 | Say Cheese                         | La foto di gruppo          | 22 marzo 2010     | 12 agosto 2010  |
| 19 | Zoo or False                       | Scimmie e banane           | 12 aprile 2010    | 13 agosto 2010  |
| 20 | Home Wreckers                      | Demolitore di case         | 19 aprile 2010    | 16 agosto 2010  |
| 21 | Twin Beds                          | Letti separati             | 3 maggio 2010     | 17 agosto 2010  |
| 22 | Robots Versus Wrestlers            | Robot contro wrestler      | 10 maggio 2010    | 18 agosto 2010  |
| 23 | The Wedding Bride                  | Piantati all'altare        | 17 maggio 2010    | 19 agosto 2010  |
| 24 | Doppelgangers                      | Il quinto sosia            | 24 maggio 2010    | 20 agosto 2010  |

## Il discorso
- Titolo originale: Definitions
- Diretto da: Pamela Fryman
- Scritto da: Carter Bays e Craig Thomas

### Trama
Ted comincia la sua carriera da professore all'università, preoccupandosi di come impostare il suo "tono" da professore. Prova a essere prima severo e poi buono ma, dopo 20 minuti, si rende conto di essere finito nell'aula sbagliata e arriva in ritardo alla sua prima vera lezione. Gli amici, intanto, scoprono la relazione tra Robin e Barney e così Lily, con l'aiuto di Marshall, obbliga questi ultimi a definire questo rapporto. Dopo aver passato del tempo rinchiusi in camera di Robin i due decidono di fare il "discorso" per definire i loro sentimenti. Finiscono per dirsi che avendo già mentito a tutti sulla loro relazione segreta, possono continuare a farlo definendosi fidanzati. Così Lily li libera soddisfatta convinta che, anche se dicono di fingere, in fondo i loro sentimenti sono veri.
- Guest star: Joe Manganiello (Brad)

## Doppio appuntamento
- Titolo originale: Double Date
- Diretto da: Pamela Fryman
- Scritto da: Matt Kuhn

### Trama
Barney e Marshall vanno in uno strip club dove trovano una sosia di Lily, Jasmine. Marshall all'inizio è terrorizzato all'idea che Lily lo scopra e ammette che, ogni volta che ha delle piccole fantasie su altre donne immagina che Lily muoia così da non doverla tradire mai neanche nell'immaginazione. Barney invece, è convinto che a Robin tutto ciò non darà fastidio, ma così non è. Ted intanto ha un appuntamento al buio con una ragazza che aveva conosciuto proprio nello stesso modo, 7 anni prima. Così entrambi decidono di capire perché tra di loro non aveva funzionato. Ripercorrono la loro storica serata arrivando alla conclusione che non erano fatti l'uno per l'altra.
- Guest star: Lindsay Sloane (Jen)

## Il corso serale
- Titolo originale: Robin 101
- Diretto da: Pamela Fryman
- Scritto da: Carter Bays e Craig Thomas

### Trama
Robin inizialmente si lamenta che Barney la tratta come una delle sue tante conquiste, dimenticando che ora è il suo ragazzo. Dopo che Ted glielo fa sapere, Barney inizia a fare delle piccole sorprese da fidanzato alla ragazza. Robin però si insospettisce e inizia a pensare che il suo fidanzato la stia tradendo. Cercando delle prove, Robin trova un quaderno segreto nella valigetta di Barney e, leggendolo, scopre che il fidanzato si sta facendo dare delle lezioni da Ted su come comportarsi con lei.

## Gioie da single
- Titolo originale: The Sexless Innkeeper
- Diretto da: Pamela Fryman
- Scritto da: Kourtney Kang

### Trama
Marshall e Lily vogliono a tutti i costi fare un doppio appuntamento a coppie con Barney e Robin, che però si rivela un disastro. Finiscono per litigare, ma poi sentendo la loro mancanza, Barney e Robin si fanno perdonare per non avere apprezzato la serata. Ted ospita a casa sua una ragazza dimostrando che il fascino del professore attira, ma questa ragazza vuole solo dormire e così diventa "L'Affittacamere Beffato". Ted alla fine riesce a vendicarsi di Barney, che l'aveva preso in giro, portandosi a letto una donna utilizzando il fascino del professore.
- Guest star: Marshall Manesh (Ranjit), Julianna Guill (Maiden)

## La doppia cittadinanza
- Titolo originale: Duel Citizenship
- Diretto da: Pamela Fryman
- Scritto da: Chuck Tatham

### Trama
Ted propone a Marshall un viaggio come ai tempi del college, a Gazola (Chicago), per mangiare una pizza, ma Marshall porta con sé anche Lily, che con le sue continue richieste per andare in bagno e un audiolibro per bambini, rende l'esperienza molto noiosa. Il visto di Robin sta per scadere e la ragazza rischia l'espulsione, così Barney cerca di aiutarla a ottenere la cittadinanza, ma alla fine lei sceglierà di prenderla doppia.
- Guest star: Pamela Dunlap (Miss Cruickshank), Brad Grunberg (Bruno)

## La cornamusa
- Titolo originale: Bagpipes
- Diretto da: Pamela Fryman
- Scritto da: Robia Rashid

### Trama
Barney, credendo di formare con Robin la "coppia perfetta", dà a Marshall dei consigli sulla vita di coppia facendolo però litigare con Lily. Ted intanto non ne può più dei suoi rumorosi vicini, che "suonano la cornamusa" tutto il giorno. Quando trova il coraggio per andargli a parlare e dirgli di smetterla, avrà una sorpresa.

## L'ultima missione
- Titolo originale: The Rough Patch
- Diretto da: Pamela Fryman
- Scritto da: Chris Harris

### Trama
Barney regala a Ted i suoi DVD per adulti. Ted intenzionato dapprima a buttarli, decide, invece, di vederne uno. Su di esso, però, Barney aveva fatto una registrazione in cui chiedeva a Ted di salvarlo da qualsiasi futura relazione. Ted e Marshall capiscono che Barney e Robin non sono fatti l'uno per l'altra e la loro storia non fa altro che renderli infelici, infatti lui è molto ingrassato e lei trascura il suo aspetto ed è sempre più stressata, tanto da chiedere aiuto a Lily, che escogita così il modo perfetto per farli lasciare, chiamando il famoso amico di Robin, Alan Thicke. Alla fine Barney e Robin capiscono da soli che tra loro non funziona e si lasciano da buoni amici. Il giorno dopo, Barney ritorna in forma e pronto a nuove conquiste.

## Strategie di rimorchio
- Titolo originale: The Playbook
- Diretto da: Pamela Fryman
- Scritto da: Carter Bays e Craig Thomas

### Trama
Quando Robin e Barney rompono la loro relazione, Barney tira fuori tutti i suoi trucchi per ritornare nel pieno della vita da playboy, sfoderando la sua rubrica amorosa.

## La vendetta della sberla
- Titolo originale: Slapsgiving 2: Revenge of the Slap
- Diretto da: Pamela Fryman
- Scritto da: Jamie Rhonheimer

### Trama
Marshall e Lily invitano Ted, Barney e Robin a festeggiare il ringraziamento/schiaffeggiamento a casa loro. Marshall ringrazia Ted e Robin per avergli riportato il tacchino abbandonato in un taxi trasferendogli una delle sberle a Barney, che si oppone con tutti gli argomenti, tacitati da Lily in qualità di arbitro. Prima che la cena cominci si presenta alla porta il padre di Lily, che non parla con la figlia da tre anni; lui l'aveva trascurata per tutta la sua vita, dedicandosi all'invenzione di un nuovo gioco da tavolo, ma tre anni prima era tornato a casa dei suoi genitori. Questi, gravati economicamente dalla sua presenza, avevano dovuto rinunciare a trasferirsi in Florida e nonno Aldrin era anche tornato a lavorare in acciaieria; saputolo Lily indirizzò al padre il suo sguardo "Tu per me sei morto", troncando ogni rapporto, infatti appena lo vede gli sbatte la porta in faccia. Scopre così che è stato Marshall a invitarlo per farlo riappacificare con la figlia e contesta a Lily di averla sostenuta in tutti i suoi sguardi "Tu per me sei morto" lanciati precedentemente perché verso persone poco importanti, ma di non poter tollerare che lei lasci andare il rapporto con il genitore.
- Guest star: Chris Elliott (Padre di Lily)
- Nota: in questo episodio Barney riceve la quarta sberla promessagli da Marshall nell'episodio Lo schiaffone.

## La finestra
- Titolo originale: The Window
- Diretto da: Pamela Fryman
- Scritto da: Joe Kelly

### Trama
Ted cerca di fidanzarsi con una ragazza, Maggie, che non appena si lascia con un fidanzato, ne trova subito un altro. Alla fine non riuscirà però a concluderci niente perché Maggie si fidanzerà con un suo amico d'infanzia, che in futuro diventerà anche suo marito e il padre dei suoi figli. Intanto Barney scommette che riuscirà a rimorchiare una ragazza indossando la vecchia salopette da sfigatello di Marshall: riuscirà nel suo intento quando, ormai rassegnato, una donna anziana si propone per farci sesso.
- Guest star: Joanna García (Maggie), Jamie Kaler (Jim), Barbara Perry (signora Douglas)

## L'ultima sigaretta
- Titolo originale: Last Cigarette Ever
- Diretto da: Pamela Fryman
- Scritto da: Theresa Mulligan Rosenthal

### Trama
Ted, Marshall, Barney, Robin e Lily riprendono tutti e cinque a fumare e continuano a promettere che fumeranno una sigaretta per l'ultima volta. Intanto Robin, resa nervosa dall'astinenza da nicotina, ha forti screzi con il suo nuovo collega Don.
- Guest star: Ron Nicolosi (Mike), Benjamin Koldyke (Don), Tyler Peterson (Marshall tredicenne), Trent Peltz (Ricky)
- Nota: a un certo punto dell'episodio, a causa del fumo, la voce di Lily cambia temporaneamente diventando roca e maschile: qui la voce in originale è dell'attore Harvey Fierstein mentre nell'edizione italiana la voce è di Luca Sandri.

## Lei odia giacca e cravatta

Il musical messo in scena da Barney nelle strade di New York

- Titolo originale: Girls Versus Suits
- Diretto da: Pamela Fryman
- Scritto da: Carter Bays e Craig Thomas

### Trama
Il MacLaren's assume una nuova barista, decisamente sexy, e Barney cerca subito di rimorchiarla. Lei però, scottata da una vecchia relazione, da allora detesta frequentare uomini in completo; per riuscire nell'abbordaggio, con molta difficoltà, Barney decide quindi di riporre nell'armadio il suo tradizionale abbigliamento. Ted, intanto, inizia a uscire con Cindy, una ragazza conosciuta all'università; il ragazzo non sa essere la coinquilina di colei che diverrà la sua futura moglie.
- Guest star: Rachel Bilson (Cindy), Stacy Keibler (Karina)
- Nota: è il 100º episodio della sitcom, che nell'occasione svela importanti dettagli sull'identità della ragazza con l'ombrello giallo.

## Gelosia
- Titolo originale: Jenkins
- Diretto da: Neil Patrick Harris
- Scritto da: Greg Malins

### Trama
Marshall racconta al gruppo alcune storie su "Jenkins", una persona che lavora con lui, facendo intendere che è un uomo, anche se è una donna, per non fare ingelosire Lily. Intanto diventa molto popolare in città un gioco che consiste nel bere un cicchetto quando Robin dice "ma, hum..." nel suo programma televisivo.
- Guest star: Amanda Peet (Jenkins)

## La settimana perfetta
- Titolo originale: Perfect Week
- Diretto da: Pamela Fryman
- Scritto da: Craig Gerard e Matthew Zinman

### Trama
Barney rischia di essere licenziato, mentre nel frattempo cerca di inanellare una cosiddetta "settimana perfetta", ovvero sedurre una ragazza, al primo colpo, ogni sera per sette giorni di fila.
- Guest star: Nick Swisher (sé stesso)

## Coniglio o anatra
- Titolo originale: Rabbit or Duck
- Diretto da: Pamela Fryman
- Scritto da: Carter Bays e Craig Thomas

### Trama
Ted, stanco di cercare la ragazza giusta, chiede a Marshall e Lily di trovarla al posto suo, intanto Barney escogita un altro dei suoi trucchetti per rimorchiare, che aiuterà Marshall e Lily a trovare una ragazza per Ted. Robin è incerta su Don non capendo che tipo di persona sia, Marshall sostiene che non è facile capire le persone e che giudicarle è come capire l'illusione anatra-coniglio, le persone possono essere buone come un coniglio o cattive come un'anatra, ma Robin preferisce pensare che siano le anatre le buone e i conigli i cattivi. Don cerca, con un tentativo maldestro, di sedurre Robin, lei delusa giunge alla conclusione che Don è un coniglio ma, quando si rivedono al lavoro, Don si scusa per il suo comportamento stupido e promette a Robin che cercherà di essere un uomo migliore; Robin capisce che Don in realtà è un'anatra.

## Come un pesce all'amo
- Titolo originale: Hooked
- Diretto da: Pamela Fryman
- Scritto da: Kourtney Kang

### Trama
Ted ci prova con una ragazza, Tiffany, che scopre essere fidanzata; poi viene sfruttato da lei che gli fa credere che per loro ci può essere un futuro. Alla fine capisce che tutti hanno una persona "all'amo", così va dalla sua per mettere in chiaro le cose.
- Guest star: Carrie Underwood (Tiffany)

## La superserata
- Titolo originale: Of Course
- Diretto da: Pamela Fryman
- Scritto da: Matt Kuhn

### Trama
Robin, stanca del fatto che Barney non mostri alcun ripensamento per averla lasciata, chiede aiuto a una donna, Anita, che costringe Barney ad aspettare diciassette appuntamenti prima di poter andare a letto con lei. Ted propone a Barney di organizzare una serata straordinaria per concentrare i diciassette appuntamenti in uno solo, la "superserata". Robin e Don hanno in programma di uscire insieme. Alla fine Barney scopre il piano di Robin, la ragazza fa capire a Barney che è stato troppo insensibile nei suoi confronti, e promette all'amica che non finirà a letto con quella donna, inoltre regala a Robin e Don la superserata, offrendo loro l'appuntamento che meritano.
- Guest star: Jennifer Lopez (Anita)

## La foto di gruppo
- Titolo originale: Say Cheese
- Diretto da: Pamela Fryman
- Scritto da: Robia Rashid

### Trama
È il compleanno di Lily e per l'ennesima volta Ted porta alla festa una ragazza che il gruppo non conosce. Lily tiene un album con tutte le foto delle sue “squinzie” e il gruppo ricorda i momenti rovinati a causa di donne di cui Ted non ricorda più nemmeno il nome. Alla fine però trovano una foto che ritrae Lily, Marshall e Ted all'Università, la loro prima foto da compagni di stanza a cui Ted fece partecipare anche Lily. A questo punto la ragazza capisce che lui allora si era fidato di lei e ora è il suo turno farlo.
 Robin, intanto, tenta disperatamente di fare una foto a Barney in cui lui non si metta in posa. Ci riuscirá un anno dopo, facendogli mangiare il prezzemolo a cui è allergico.

## Scimmie e banane
- Titolo originale: Zoo or False
- Diretto da: Pamela Fryman
- Scritto da: Stephen Lloyd

### Trama
Marshall è stato scippato e quando torna al bar dagli amici lo racconta a tutti. Lily sembra essere molto spaventata tant'è che di notte non riesce a dormire. Robin, amante delle armi, le consiglia di acquistare una pistola e di metterla sul cuscino ma se in un primo momento non sembra d'accordo, dopo essere stata al poligono di tiro, sembra aver cambiato idea. Lily torna al bar e dice a Marshall che vuole acquistare una pistola ma il marito le confessa di aver mentito e che in realtà è stata una scimmia dello zoo di Central Park a rapinarlo. Gli amici iniziano a prenderlo in giro mentre Lily si pente di aver pensato di comprare un'arma. Appena lei si allontana, Robin gli offre di raccontare la sua storia nel suo show ma questo costerà la permanenza della scimmia nello zoo.
Marshall, a questo punto, dice agli amici di aver mentito ancora per tranquillizzare Lily e quando arriva allo show non sa proprio che fare e quale versione raccontare e così si alza e va via lasciando lo studio nel caos.
Per rimediare, Robin concede a Ted di parlare nel programma del suo modellino dell'Empire State Building, ma subito prima dell'intervista, la scimmia prende una bambola presente in studio e scala il modellino, ricreando la nota scena di King Kong e lasciando tutti i presenti basiti.

## Demolitore di case
- Titolo originale: Home Wreckers
- Diretto da: Pamela Fryman
- Scritto da: Jamie Rhonheimer

### Trama
La madre di Ted e il suo fidanzato Clint annunciano a Ted la loro intenzione di sposarsi. Ted è demoralizzato perché non è riuscito a sposarsi prima del secondo matrimonio della madre quindi nel bel mezzo del matrimonio scappa e non si fa rivedere per 72 ore. Quando torna mostra ai suoi amici che ha comprato un rudere su un'asta online. La scelta di Ted sembra essere subito un fallimento (la casa presenta molti problemi: pipistrelli, topi, ragni, addirittura un barbone) ma alla fine il Ted del futuro spiega ai suoi figli che quella casa che comprò è proprio quella dove si trova la famiglia nel 2030.

## Letti separati
- Titolo originale: Twin Beds
- Diretto da: Pamela Fryman
- Scritto da: Theresa Mulligan Rosenthal

### Trama
Don propone a Robin di trasferirsi da lei. Ted inizialmente cerca di convincerla ma poi, vedendo che Barney vorrebbe ritornare insieme alla sua ex, anche lui ha la stessa reazione. Intanto Marshall e Lily avendo difficoltà a dormire in un letto matrimoniale decidono di comprare due letti singoli per dormire e un matrimoniale per copulare. In seguito a Lily non va bene la nuova situazione mentre a Marshall sì. Alla fine quest'ultimo si unirà nel letto della moglie per dormire anche se inizialmente l'aveva cacciata. Ted e Barney bevono e litigano, vanno addirittura a casa di Don con l'intenzione di chiudere la faccenda ma poi si addormentano e il mattino seguente Robin li sveglia annunciandogli che non può stare con Don e contemporaneamente vedersi con i due ex. Ha deciso di trasferirsi. Ted trova il cartone di latte vuoto e come sempre va in camera da Robin per dirglielo ma trova la stanza vuota con il solo corno blu francese (che poco prima aveva di nuovo rubato per fare nuovamente innamorare la ragazza) abbandonato in un angolo.

## Robot contro wrestler
- Titolo originale: Robots Versus Wrestlers
- Diretto da: Pamela Fryman
- Scritto da: Jamie Rhonheimer

### Trama
Barney acquista dei biglietti per lo spettacolo di Robot contro Wrestler, ma a casa arriva l'ennesima lettera per la vecchia inquilina dell'appartamento. I ragazzi l'aprono: è un invito per il ricevimento annuale di primavera di Jefferson Valsmuth nell'Alberta Building. I quattro amici decidono di andare prima al ricevimento e poi all'incontro. Il ricevimento è per tutti una noia mortale tranne che per Ted che, ambientatosi subito con il resto degli ospiti, decide di rimanere, invece gli altri se ne vanno. Ma mentre recita dei versi della Divina Commedia, Marshall, Lily e Barney all'incontro trovano il quarto sosia: un wrestler identico a Ted, il quale perciò se ne va di corsa. Al pub Barney lo prega di tornare con loro e non distruggere il gruppo promettendogli di poter recitare qualsiasi poesia, Ted inizia ma viene interrotto da Robin. Il Ted del futuro spiega che seppure i contatti con il resto degli amici si siano fatti più rari, ogni anno si riuniscono per vedere Robot contro Wrestler.

## Piantati all'altare
- Titolo originale: The Wedding Bride
- Diretto da: Pamela Fryman
- Scritto da: Stephen Lloyd

### Trama
Ted e gli altri si trovano come sempre al bar e stanno discutendo fra di loro. Capiscono che ognuno di loro ha un bagaglio che si porta dietro cioè un grosso difetto (come Marshall che è troppo gentile). Ted allora cerca di capire il bagaglio della sua ragazza. Mentre sono a vedere un film Ted si accorge che il regista è il ragazzo con cui è andata a stare Stella dopo averlo piantato all'altare. Il film rappresenta la storia di Ted e Stella sminuendo Ted e rendendolo un cafone.
- Guest star: Judy Greer (Royce), Chris Kattan (Jed Moseley), Malin Åkerman (interprete di Stella nel film), Jason Lewis (interprete di Tony nel film)

## Il quinto sosia
- Titolo originale: Doppelgangers
- Diretto da: Pamela Fryman
- Scritto da: Carter Bays e Craig Thomas

### Trama
Lily e Marshall hanno fatto un patto: avranno un figlio solo quando troveranno anche il quinto sosia mancante cioè quello di Barney. Un mattino vedono un tassista molto somigliante a Barney e decidono che è giunto il momento. Intanto Ted si è tinto i capelli di biondo e la storia tra Robin e Don sta andando a gonfie vele. Robin ottiene un ottimo posto di lavoro per un grande network, ma per accettarlo deve trasferirsi, ma capendo di amare Don, decide di rifiutarlo. Purtroppo la proposta di lavoro viene poi offerta a Don che la accetta, ponendo fine alla sua storia con Robin, preferendo il lavoro a lei. Robin, triste e sola, torna a vivere a casa di Ted che riaccoglie l'amica a braccia aperte, Ted fa notare all'amica che loro due, come Barney, Marshall e Lily, negli ultimi cinque anni sono cambiati molto; Robin e Ted erano prossimi a baciarsi, ma quando Robin vede i capelli tinti di Ted si ferma e i due si mettono a ridere. Marshall scopre che quel tassista era veramente Barney intento a cercare di rimorchiare una ragazza di ogni stato ma decide di non dirlo a Lily perché lui desidera veramente un bambino. Lily scopre la verità, ma poi Barney finge di essere un giocoliere straniero per far credere ai due di essere un sosia; Lily e Marshall non ci cascano, ma apprezzano il gesto capendo che Barney appoggia il loro desiderio di diventare genitori. Dopo un po' di tempo Lily vede un uomo che somiglia a Barney e decide che è giunto il momento di avere un bambino, ma Marshall e gli altri non notano nessuna somiglianza tra Barney e il suddetto sosia, e dunque capiscono che Lily si è autoconvinta che quell'uomo è uguale identico a Barney solo perché è lei che ora è pronta per diventare madre.